# Czechen-Polka
Czechen-Polka (Tjeckpolka), op. 13, är en polka av Johann Strauss den yngre.

## Historia
Tiden efter sin framgångsrika debut som dirigent och kompositör var Johann Strauss den yngres musikaliska åtaganden begränsade till endast två respektabla ställen i Wien - Sträussel-Säle i Theater in der Josefstadt, samt Dommayers Casino i förorten Hietzing. Situationen ändrades i början av 1845 i och med invigningen av Wiens nyaste och största nöjesetablissemang, Odeon. Som väntat var det Strauss fader, Johann Strauss den äldre och dennes orkester, som engagerades för öppningsfestligheterna varpå de skulle uppträda många gånger i den enorma balsalen. Ägaren till den välrenommerade danssalongen Zum Sperl, där Johann Strauss d.ä. hade varit musikledare sedan 1836, tog då tillfället i akt och engagerade Strauss d.y. att dirigera en serie soaréer under påskfastan. Med sin Czechen-Polka ville Strauss vända sig till den slaviska minoriteten i Donaumonarkin i allmänhet och deras företrädare i huvudstaden i synnerhet. Polkan spelades första gången den 21 juli 1845 i Zum Sperl.

## Om polkan
Speltiden är ca 4 minuter och 4 sekunder plus minus några sekunder beroende på dirigentens musikaliska tolkning.

## Weblänkar
- Dynastin Strauss 1845 med kommentarer om Czechen-Polka.
- Czechen-Polka i Naxos-utgåvan.